# Баньолини, Никола
Нико́ла Баньоли́ни (итал. Nicola Bagnolini; родился 14 марта 2004 года, Чезена, Италия) — итальянский футболист, вратарь клуба «Болонья».

## Клубная карьера
Никола Баньолини является воспитанником «Болоньи». За клуб дебютировал в матче против «Дженоа», выйдя на замену на 88-й минуте. 8 января получил травму плеча и выбыл на 92 дня.

## Карьера в сборной
Был включен в заявку на Средиземноморские игры 2022 года в Оране, где вместе с командой занял второе место, проиграв Франции 1:0. За сборную Италии до 19 лет дебютировал в матче против Албании.